# Christophe Justel
 (février 2013).
Si vous disposez d'ouvrages ou d'articles de référence ou si vous connaissez des sites web de qualité traitant du thème abordé ici, merci de compléter l'article en donnant les références utiles à sa vérifiabilité et en les liant à la section « Notes et références ».
Christophe Justel, ou Christofle Justel, né le 5 mars 1580 à Paris, où il est mort le 22 juin 1649, est un érudit français, spécialiste de l'histoire ecclésiastique.

## Biographie
On ne connaît pas les origines de la famille Justel. D'Hozier a rapporté une légende qu'il a écrite sur un exemplaire de l' Histoire généalogique de la Maison d'Auvergne :
J'ai appris que ce Christophe Justel qui était intendant de la Maison de Bouillon, était bâtard de la Maison de Bassompierre, et il portait pour armes : d'argent à deux chevrons de gueules, pour ne pas porter les armes pleines de la Maison de Bassompierre, qui sont : d'argent à trois chevrons de gueules.
Ce renseignement de d'Hozier pourrait être admis, mais il ne serait pas le fils du maréchal de Bassompierre mais celui de Christophe II de Bassompierre (mort en 1596). Les Bassompierre étant catholiques, on ne sait pas d'où vient son protestantisme : conversion ou religion de sa mère. Il a adhéré lui-même toute sa vie à cette religion. De la même manière, on ne connaît rien de son éducation qui était complète.
Dans La France protestante, Eugène et Émile Haag écrit qu'il remplit une charge de conseiller et secrétaire du roi sous Henri IV, mais dans l' Histoire chronologique de la Chancellerie de France, Abraham Tessereau indique qu'il a été reçu à l'office de Conseiller secrétaire du roi, Maison et couronne de France et de ses Finances, sous Louis XIII, le 30 mars 1626, par résignation de Jean Phélypeaux. Il a résigné cet office à condition de survivance à son fils, Henri Justel, le 30 mai 1636, mais a continué à le garder jusqu'au 13 janvier 1644. Pierre de L'Estoile fait plusieurs fois mention de Justel dans ses Mémoires-Journaux. Il indique qu'il passe au service du duc de Bouillon en qualité de secrétaire intime après la mort d'Henri IV. Le duc de Bouillon a fait de Sedan sa résidence de préférence et une capitale intellectuelle. Le duc de Bouillon a fondé l'Académie de Sedan en 1607. Justel a été chargé de constituer la bibliothèque fondée par le duc auprès de l'Académie de Sedan, qui devint l'une des plus riches du XVIIe siècle.
Il a accompagné le duc à la conférence de Loudun (entre la régente et les princes protestants) en 1616. À la mort du premier duc, le 25 mars, 1623, il est passé au service de son successeur et devint surintendant de sa maison. Après la participation de ce dernier à la conspiration de Cinq-Mars, il n'a pu se sauver qu'en cédant au roi la principauté de Sedan et des domaines voisins dont le duc conservait les revenus qu'il a fallu évaluer. C'est à ce titre que Justel a participé, en 1642, avec les commissaires du roi, à l'évaluation des revenus des principautés de Sedan et Raucourt, après le traité qui les cédait à la France. 
Il a été l'un des grands érudits de son temps, correspondant notamment de Claude Saumaise, David Blondel, et des Anglais James Ussher et Henry Spelman. Il s'est consacré à l'histoire ecclésiastique et particulièrement du droit canon, sur laquelle il a réuni une collection précieuse de documents. Il a donné à l'édition le Codex canonum Ecclesiæ universæ (Paris, Adrien Beys, 1610, avec des notes), le Codex canonum Ecclesiæ Africanæ (Paris, Abraham Pacard, 1615, volume dédié à Jacques-Auguste de Thou) et le Nomocanon Photii Patriarchæ Constantinopolitani cum commentariis Theodori Balsamonis Patriarchæ Antiocheni (Paris, Abraham Pacard, 1615), et encore le Codex canonum ecclesiasticorum Dionysii Exigui ; item Epistola synodica S. Cyrilli et concilii Alexandrini contra Nestorium, eodem Dionysio Exiguo interprete (Paris, Dupuis, 1628). C'est à partir de ses recueils que son fils Henri Justel et Guillaume Voël ont publié leur Bibliotheca juris canonici veteris (Paris, 1661, 2 vol. in-folio). Sur le même sujet, il a publié Le Temple de Dieu, ou Discours de l'Église, de son origine et de ses progrès (Sedan, Janon, 1618).
Il a également consacré plusieurs ouvrages à la famille de La Tour d'Auvergne, à sa généalogie et à ses titres : Discours du duché de Bouillon, et du rang des ducs de Bouillon en France (Paris, 1633) ; Stemma Arvernicum, seu genealogia comitum Arvernicæ ducumque Aquitaniæ Primæ et comitum Claromontensium (Paris, 1644) ; Histoire généalogique de la maison d'Auvergne, justifiée par chartes, titres et histoires anciennes et autres preuves authentiques, enrichie de plusieurs sceaux et armoiries (Paris, Dupuis, 1645) ; Histoire généalogique de la maison de Turenne, justifiée par chartes, &c (Paris, Dupuis, 1646).
Il est inhumé au cimetière de Charenton le 24 juin 1649.

## Famille
Christophe Justel s’était marié à une époque difficile déterminer, probablement avant 1619. Il eut plusieurs enfants de sa femme Olympe de Lorme, morte le 23 août 1674, tous baptisés au temple de Sedan :
Henri, baptisé le 25 novembre 1619 ; Frédéric, baptisé le 14 novembre 1621 ; Uranie [1], baptisée le 17 novembre 1622 ; Thomas, baptisé le 2 février 1625 [†26 juillet 1625] ; Uranie, deuxième du nom, née le 1er mai 1631 ; Jacques, enterré le 8 juillet 1643.
Son fils Henri Justel (Sedan, 1619-Londres, 1693) lui survécut. Il avait quitté la France pour s'établir à Londres en 1681. Érudit comme son père, il avait réuni une bibliothèque importante.
Deux sœurs, prénommées Uranie, se sont mariées.

## Publications
- Codex canonum ecclesiae universae a Justiniano Imperatore confirmatus, chez Hadrianum Beys, Paris, 1610 lire en ligne
- Codex canonum ecclesiae Africanae, chez Abrahamum Pacard, Paris, 1614 lire en ligne
- Nomocanon, par Photius (Patriarche de Constantinopla.),Theodor Balsamon, (patriarche d'Antioche), Abrahamum Pacard, Paris, 1615 lire en ligne
- Histoire généalogique de la Maison de Turenne, justifiée par chartes, titres et histoires anciennes, et autres preuves authentiques, enrichie de plusieurs seaux, et armoiries, Chez la veuve Mathurin Du Puy, Paris, 1645 lire en ligne
- Histoire généalogique de la maison d'Auvergne, justifiée par chartes, titres et histoires anciennes et autres preuves authentiques, 1645 lire en ligne, Chez la veuve Mathurin Du Puy, Paris, 1645